# Srpska Liga 2008-2009
La Srpska Liga 2008-2009 è stata la 17ª edizione della terza divisione di calcio per squadre della Serbia.
È la sesta edizione divisa in 4 gironi: Vojvodina, Belgrado, Ovest ed Est; ed è la terza dalla separazione fra Serbia e Montenegro.

## Vojvodina
| Pos. | Squadra                        | Pt      | G  | V  | N  | P  | GF | GS | DR  |
| ---- | ------------------------------ | ------- | -- | -- | -- | -- | -- | -- | --- |
| 1    | Proleter Novi Sad              | 61      | 30 | 17 | 10 | 3  | 49 | 21 | +28 |
| 2    | Radnički Sombor                | 55      | 30 | 17 | 4  | 9  | 47 | 37 | +10 |
| 3    | Mladost Bački Jarak            | 55      | 30 | 15 | 10 | 5  | 46 | 33 | +13 |
| 4    | Big Bul Bačinci                | 50      | 30 | 14 | 8  | 8  | 48 | 35 | +13 |
| 5    | Palić Koming Palić             | 48      | 30 | 13 | 9  | 8  | 38 | 30 | +8  |
| 6    | Senta                          | 47      | 30 | 13 | 8  | 9  | 46 | 40 | +6  |
| 7    | Radnički Nova Pazova           | 42      | 30 | 11 | 9  | 10 | 44 | 33 | +11 |
| 8    | OFK Kikinda                    | 42 (-1) | 30 | 11 | 10 | 9  | 52 | 41 | +11 |
| 9    | Radnički Šid                   | 41      | 30 | 11 | 8  | 11 | 41 | 34 | +7  |
| 10   | Vršac                          | 37      | 30 | 10 | 7  | 13 | 40 | 40 | 0   |
| 11   | Bačka B. Palanka               | 37 (-3) | 30 | 11 | 7  | 12 | 35 | 45 | -10 |
| 12   | Metalac Asko Vidak Futog       | 35      | 30 | 8  | 11 | 11 | 31 | 38 | -7  |
| 13   | Sloga Temerin                  | 34      | 30 | 7  | 13 | 10 | 34 | 40 | -6  |
| 14   | Spartak Banat komerc Debeljača | 33      | 30 | 7  | 12 | 11 | 43 | 48 | -5  |
| 15   | Tekstilac Ites Odžaci          | 21      | 30 | 5  | 6  | 19 | 37 | 60 | -23 |
| 16   | Sloven Ruma                    | 10      | 30 | 2  | 4  | 24 | 28 | 84 | -56 |

      Promossa in Prva Liga Srbija 2009-2010

      Ai play-off

      Retrocessa nelle Zonske lige
Tre punti a vittoria, uno a pareggio, zero a sconfitta.

## Belgrado
| Pos. | Squadra                  | Pt | G  | V  | N  | P  | GF | GS | DR  |
| ---- | ------------------------ | -- | -- | -- | -- | -- | -- | -- | --- |
| 1    | Zemun                    | 79 | 30 | 26 | 1  | 3  | 59 | 12 | +47 |
| 2    | Teleoptik                | 71 | 30 | 22 | 5  | 3  | 54 | 13 | +41 |
| 3    | Šumadija Jagnjilo        | 54 | 30 | 16 | 6  | 8  | 33 | 19 | +14 |
| 4    | Srem Jakovo              | 43 | 30 | 12 | 7  | 11 | 33 | 32 | +1  |
| 5    | Sopot                    | 39 | 30 | 10 | 9  | 11 | 30 | 30 | 0   |
| 6    | Radnički Obrenovac       | 37 | 30 | 9  | 10 | 11 | 29 | 34 | -5  |
| 7    | Železničar Bara Venecija | 37 | 30 | 8  | 13 | 9  | 26 | 29 | -3  |
| 8    | Dorćol                   | 37 | 30 | 10 | 7  | 13 | 31 | 35 | -4  |
| 9    | FK Belgrado              | 37 | 30 | 11 | 4  | 15 | 38 | 38 | -1  |
| 10   | Palilulac Krnjača        | 36 | 30 | 9  | 9  | 12 | 28 | 36 | -8  |
| 11   | Sinđelić Belgrado        | 35 | 30 | 8  | 11 | 11 | 25 | 35 | -10 |
| 12   | BASK Belgrado            | 35 | 30 | 8  | 11 | 11 | 20 | 31 | -9  |
| 13   | Mladenovac               | 35 | 30 | 8  | 11 | 11 | 24 | 37 | -13 |
| 14   | Lisović                  | 34 | 30 | 9  | 7  | 14 | 23 | 35 | -12 |
| 15   | PKB Padinska Skela       | 29 | 30 | 7  | 8  | 15 | 25 | 40 | -15 |
| 16   | Radnički Belgrado        | 19 | 30 | 4  | 7  | 19 | 22 | 43 | -21 |

      Promossa in Prva Liga Srbija 2009-2010

      Ai play-off

Tre punti a vittoria, uno a pareggio, zero a sconfitta.

## Ovest
| Pos. | Squadra             | Pt | G  | V  | N  | P  | GF | GS | DR  |
| ---- | ------------------- | -- | -- | -- | -- | -- | -- | -- | --- |
| 1    | Sloga Kraljevo      | 62 | 30 | 17 | 11 | 2  | 43 | 17 | +26 |
| 2    | Radnički Klupci     | 53 | 30 | 16 | 5  | 9  | 38 | 28 | +10 |
| 3    | Sloboda Užice       | 46 | 30 | 14 | 4  | 12 | 35 | 34 | +1  |
| 4    | Jedinstvo Ub        | 42 | 30 | 11 | 8  | 11 | 27 | 29 | -2  |
| 5    | Sloboda Čačak       | 41 | 30 | 11 | 8  | 11 | 29 | 34 | -5  |
| 6    | Vujić voda Valjevo  | 41 | 30 | 11 | 8  | 11 | 27 | 34 | -7  |
| 7    | Sloga Požega        | 41 | 30 | 11 | 8  | 11 | 34 | 35 | -1  |
| 8    | Radnički Kragujevac | 41 | 30 | 12 | 5  | 13 | 38 | 28 | +10 |
| 9    | Mačva Šabac         | 40 | 30 | 11 | 7  | 12 | 30 | 28 | +2  |
| 10   | Metalac Kraljevo    | 40 | 30 | 12 | 4  | 14 | 29 | 31 | -2  |
| 11   | Sloga Petrovac      | 40 | 30 | 12 | 4  | 14 | 33 | 41 | -8  |
| 12   | FK FAP              | 39 | 30 | 10 | 9  | 11 | 34 | 46 | -12 |
| 13   | Budućnost Valjevo   | 39 | 30 | 11 | 6  | 13 | 35 | 37 | -2  |
| 14   | Železničar Lajkovac | 38 | 30 | 10 | 8  | 12 | 38 | 35 | +3  |
| 15   | INON Požarevac      | 38 | 30 | 11 | 5  | 14 | 40 | 34 | +6  |
| 16   | Loznica             | 28 | 30 | 8  | 4  | 14 | 20 | 39 | -19 |

      Promossa in Prva Liga Srbija 2009-2010

      Ai play-off

Tre punti a vittoria, uno a pareggio, zero a sconfitta.

## Est
| Pos. | Squadra                | Pt                                                                        | G                                                                         | V                                                                         | N                                                                         | P                                                                         | GF                                                                        | GS                                                                        | DR                                                                        |
| ---- | ---------------------- | ------------------------------------------------------------------------- | ------------------------------------------------------------------------- | ------------------------------------------------------------------------- | ------------------------------------------------------------------------- | ------------------------------------------------------------------------- | ------------------------------------------------------------------------- | ------------------------------------------------------------------------- | ------------------------------------------------------------------------- |
| 1    | Radnički Niš           | 69                                                                        | 28                                                                        | 21                                                                        | 6                                                                         | 1                                                                         | 59                                                                        | 16                                                                        | +43                                                                       |
| 2    | Timok                  | 57                                                                        | 28                                                                        | 17                                                                        | 6                                                                         | 5                                                                         | 44                                                                        | 14                                                                        | +30                                                                       |
| 3    | Hajduk Veljko Negotin  | 50                                                                        | 28                                                                        | 15                                                                        | 5                                                                         | 8                                                                         | 39                                                                        | 26                                                                        | +13                                                                       |
| 4    | Dubočica Leskovac      | 47                                                                        | 28                                                                        | 14                                                                        | 5                                                                         | 9                                                                         | 38                                                                        | 27                                                                        | +11                                                                       |
| 5    | Sinđelić Niš           | 43                                                                        | 28                                                                        | 12                                                                        | 7                                                                         | 9                                                                         | 31                                                                        | 24                                                                        | +7                                                                        |
| 6    | Balkanski Dimitrovgrad | 38                                                                        | 28                                                                        | 9                                                                         | 11                                                                        | 8                                                                         | 34                                                                        | 32                                                                        | +2                                                                        |
| 7    | Car Konstantin Niš     | 34                                                                        | 28                                                                        | 10                                                                        | 4                                                                         | 14                                                                        | 34                                                                        | 35                                                                        | -1                                                                        |
| 8    | Kopaonik Brus          | 33                                                                        | 28                                                                        | 8                                                                         | 9                                                                         | 11                                                                        | 30                                                                        | 33                                                                        | -3                                                                        |
| 9    | Svrljig                | 33                                                                        | 28                                                                        | 8                                                                         | 9                                                                         | 11                                                                        | 27                                                                        | 34                                                                        | -7                                                                        |
| 10   | Radnički Pirot         | 32                                                                        | 28                                                                        | 9                                                                         | 5                                                                         | 14                                                                        | 22                                                                        | 30                                                                        | -8                                                                        |
| 11   | Jedinstvo Paraćin      | 32                                                                        | 28                                                                        | 9                                                                         | 5                                                                         | 14                                                                        | 29                                                                        | 46                                                                        | -17                                                                       |
| 12   | Radnik Rosa Surdulica  | 31                                                                        | 28                                                                        | 8                                                                         | 7                                                                         | 13                                                                        | 31                                                                        | 35                                                                        | -4                                                                        |
| 13   | Župa Aleksandrovac     | 30                                                                        | 28                                                                        | 7                                                                         | 9                                                                         | 12                                                                        | 22                                                                        | 40                                                                        | -18                                                                       |
| 14   | Vlasina Vlasotince     | 28                                                                        | 28                                                                        | 7                                                                         | 7                                                                         | 14                                                                        | 33                                                                        | 51                                                                        | -18                                                                       |
| 15   | Topličanin Prokuplje   | 23                                                                        | 28                                                                        | 6                                                                         | 5                                                                         | 17                                                                        | 21                                                                        | 51                                                                        | -30                                                                       |
| 16   | Železničar Niš         | Ritirato durante la pausa invernale, tutti i risultati vengono cancellati | Ritirato durante la pausa invernale, tutti i risultati vengono cancellati | Ritirato durante la pausa invernale, tutti i risultati vengono cancellati | Ritirato durante la pausa invernale, tutti i risultati vengono cancellati | Ritirato durante la pausa invernale, tutti i risultati vengono cancellati | Ritirato durante la pausa invernale, tutti i risultati vengono cancellati | Ritirato durante la pausa invernale, tutti i risultati vengono cancellati | Ritirato durante la pausa invernale, tutti i risultati vengono cancellati |

      Promossa in Prva Liga Srbija 2009-2010

      Ai play-off

Tre punti a vittoria, uno a pareggio, zero a sconfitta.

## Play-off
```
Le quattro squadre di Srpska Liga piazzatesi al secondo posto nei rispettivi gironi si sfidano per due posti nella 
Prva Liga Srbija 2009-2010
.

Vi partecipano:

* Radnički Sombor       (2º in Srpska Liga Vojvodina) 
* Teleoptik             (2º in Srpska Liga Belgrado) 
* Radnički Klupci       (2º in Srpska Liga Ovest) 
* Timok Zaječar         (2º in Srpska Liga Est)
```

| Squadra 1       | Totale | Squadra 2       | Andata     | Ritorno         |
| --------------- | ------ | --------------- | ---------- | --------------- |
|                 |        |                 | 07.06.2009 | 11.06.2009      |
| Timok           | 2 - 2  | Teleoptik       | 1 - 1      | 1 - 1 (4-5 dcr) |
| Radnički Klupci | 0 - 1  | Radnički Sombor | 0 - 1      | 0 - 0           |

```
Radnički Sombor
 e 
Teleoptik
 promosse in Prva Liga
```